# Карнак (Єгипет)
25°43′7″ пн. ш. 32°39′27″ сх. д. / 25.71861° пн. ш. 32.65750° сх. д.
Карнак — єгипетське село за два з половиною кілометри на північ від Луксора, на місці староєгипетських Фів. Воно займає приблизно половину території великого храму Амона — Іпет-Сут (Опет, Opet), який почав будуватися в XX ст. до н. е. і служив основним державним святилищем протягом всієї історії Нового царства. Цей храм був сполучений з Луксорським храмом на березі Нілу мощеною алеєю сфінксів.

## Храм Амона-Ра
Всі періоди єгипетської історії XVI–XI ст. до н. е. залишили тут сліди; кожен фараон — не виключаючи навіть гіксоської династії, старався увічнити тут своє ім'я. Зерно являє святилище головного храму, засноване при Сенусерті I і добудоване Тутмосом III, який відкрив його на обидві сторони і додав ще інше, на сході, з великою гіпостильною залою, на стінах якого накреслив знамениту царську таблицю з анналів, які зараз частково знаходяться в Парижі.

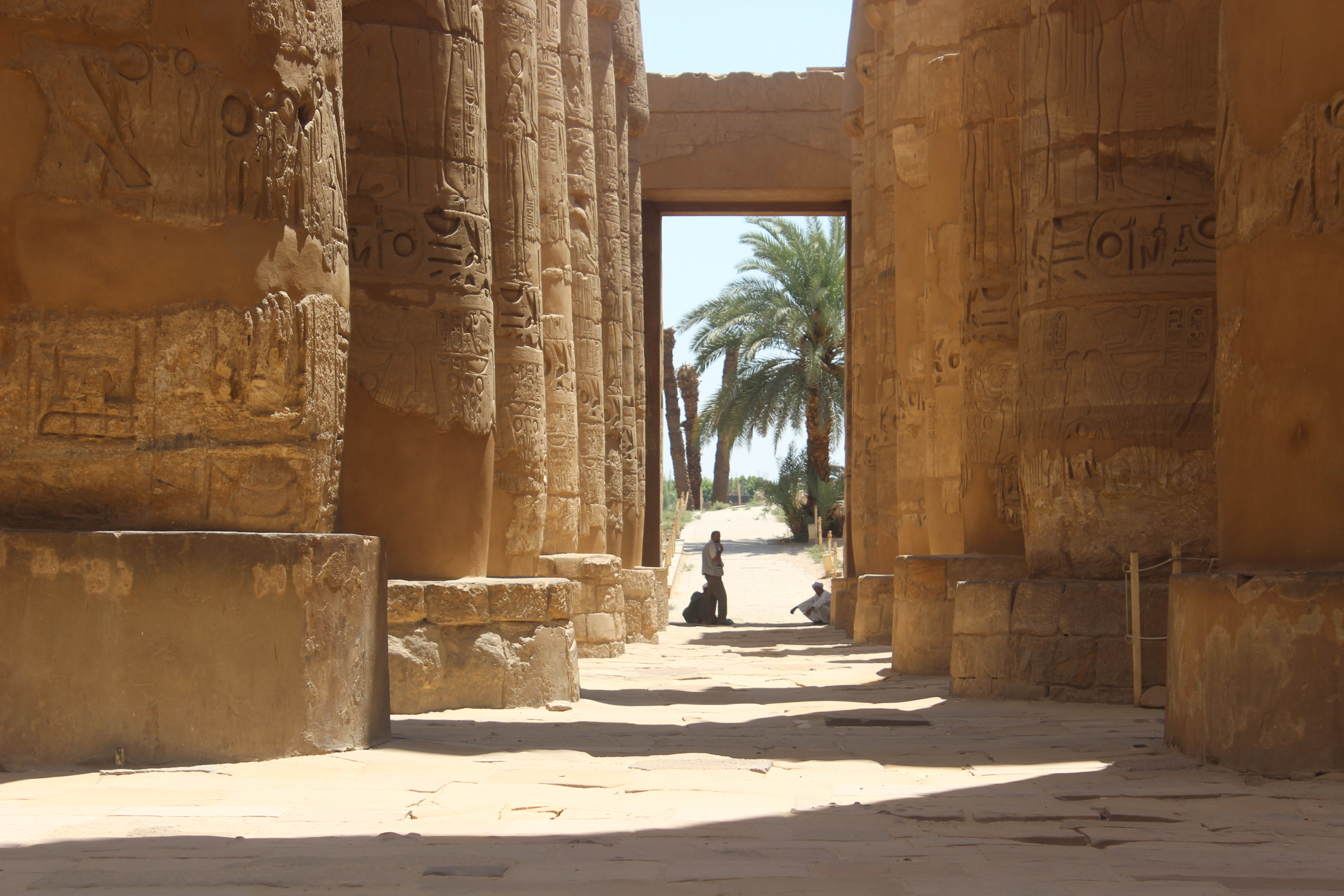
Гіпостильна зала в Карнаці, храм Амона

Спорудження решти частин східної половини храму належить іншим царям XVIII династії. Краще збереглася відокремлена провулком західна половина храму, що складається: а) з спорудженого при XIX династії великої (5000 кв. м) гіпостильної зали і б) з вибудуваного при Бубастідах величезного (8160 кв. м) перистильного двору. В цей двір були включені малі храми: Рамзеса III, стіна якого перетинала південну огорожу двору, і Сеті II — в північно-західному куті. Зовнішні стіни цієї частини храму покриті цікавими написами і зображеннями: на південній стороні двору знаходиться відомий переможний пам'ятник Шешонка після палестинського походу проти Ровоама. На північній стіні гіпостильної зали — військові подвиги Сеті I в Ханаані і Амореї і тріумф його, а на південній стіні — подвиги Рамсеса II і так званий епос Пентаура.
Договір з хеттами накреслений на сусідній огорожі, починає собою цілий ряд дворів і пілонів, вибудуваних різними царями XVIII–XX династій і прямують на південь, до алеї сфінксів — дромоса нової серії храмів, який також оточений муром і споруджений на березі підковоподібного священного озера Єшер. Головний з них, вибудуваний Аменхотепом III, присвячений матері Амона — Мут. На захід від ряду дворів — невеликий витончений храм Хонсу, заснований Рамзесом III і має перед собою споруджений при Птолемеях пілон і алею сфінксів, у напрямку до Луксору; ще західніше — маленький храм богині Нілу, Апет, який тепер є музеєм.
На схід від ряду дворів — священне озеро, яке слугувало для процесій барки Амона. На північ від головного храму, в особливій огорожі — третя група святилищ; головне, на честь Монту, засноване Аменхотепом III. Звідси на північ йде також алея сфінксів. Нектанеб, незважаючи на перські утиски, встиг спорудити пілон на схід від стародавнього святилища, яке, таким чином, виявилося в самому центрі будівель. Пошкодження, нанесені Артаксерксом III, були виправлені першими Птолемеями, але при останніх почалося падіння храму, остаточно завершилося землетрусом 27 р. до н. е.

## Галерея

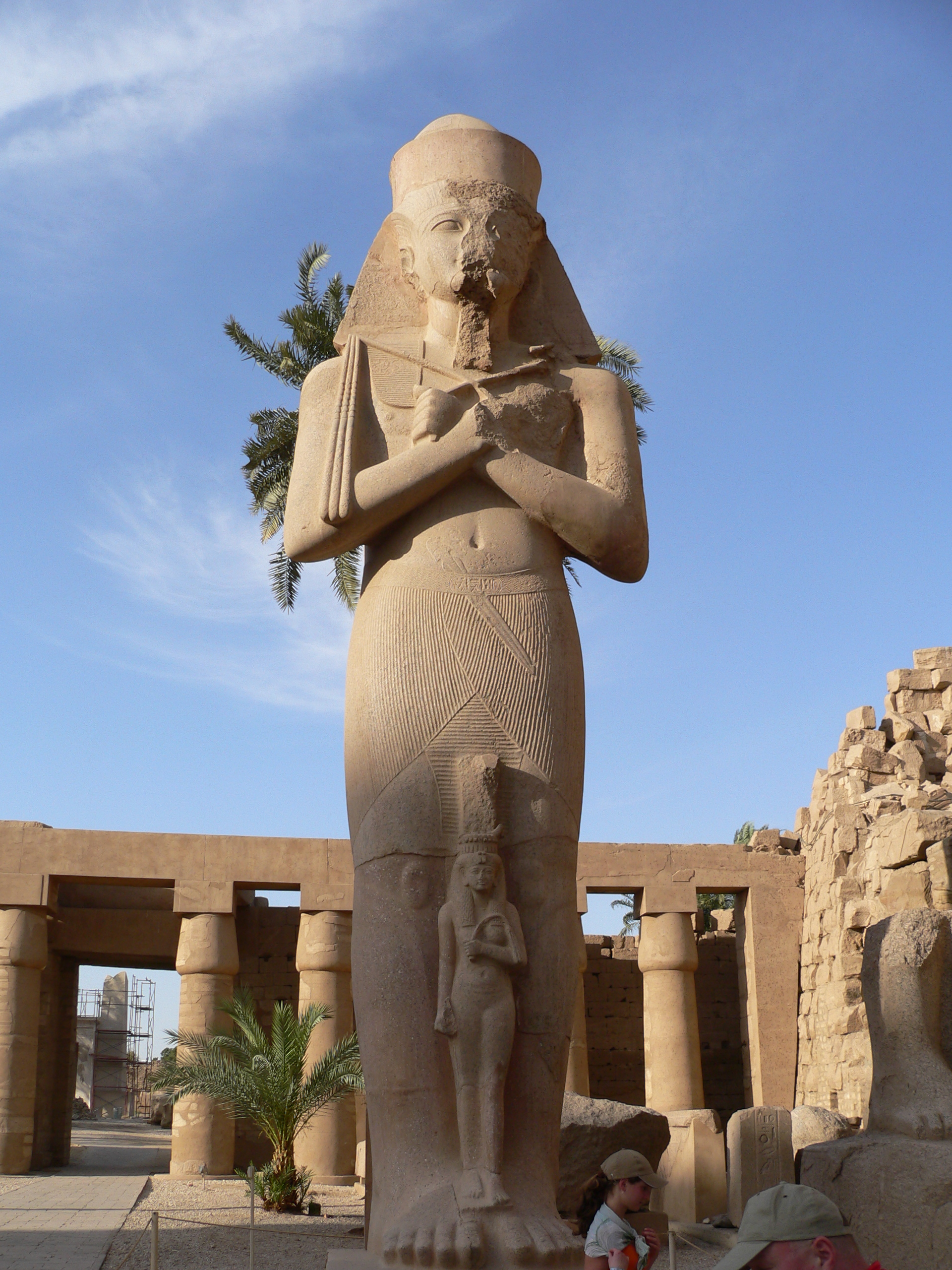
Статуя фараона Рамсеса II. Біля ніг його улюблена дочка - Меріт-Амон, яка була четвертою дочкою великого фараона Рамсеса II і третьою дочкою його головної дружини Нефертарі Меренмут
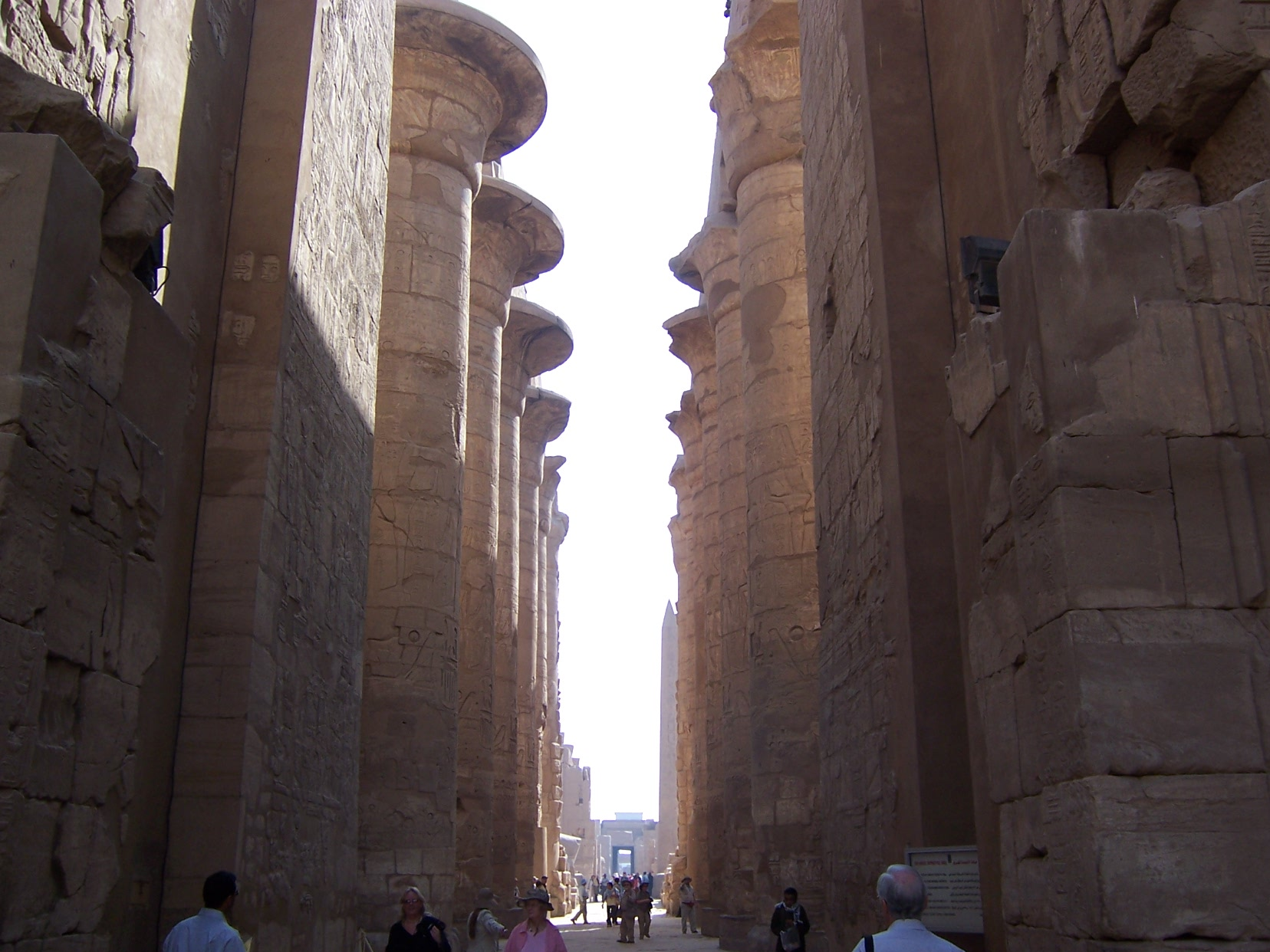
Велика гіпостильна зала
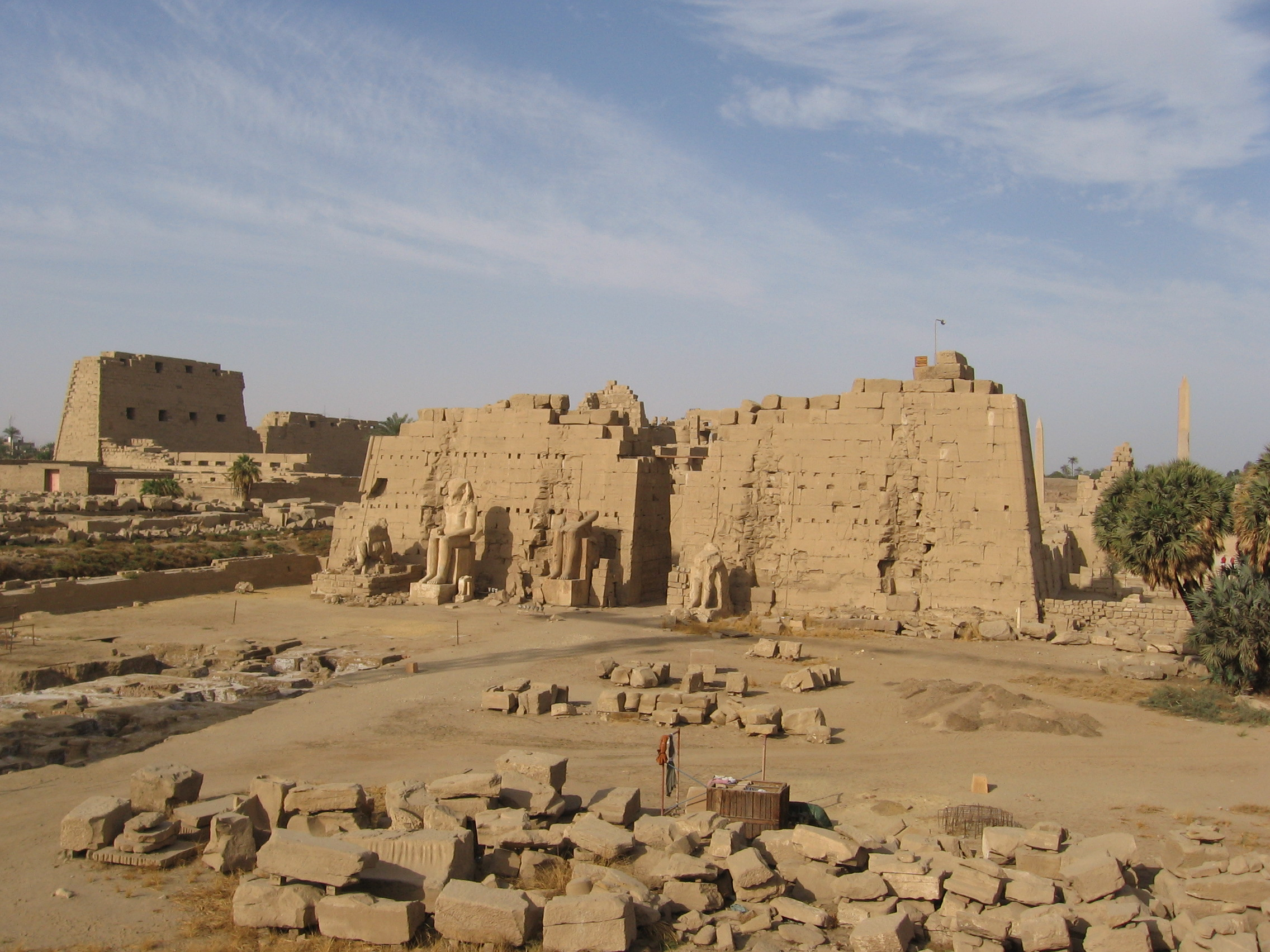
Загальний вид
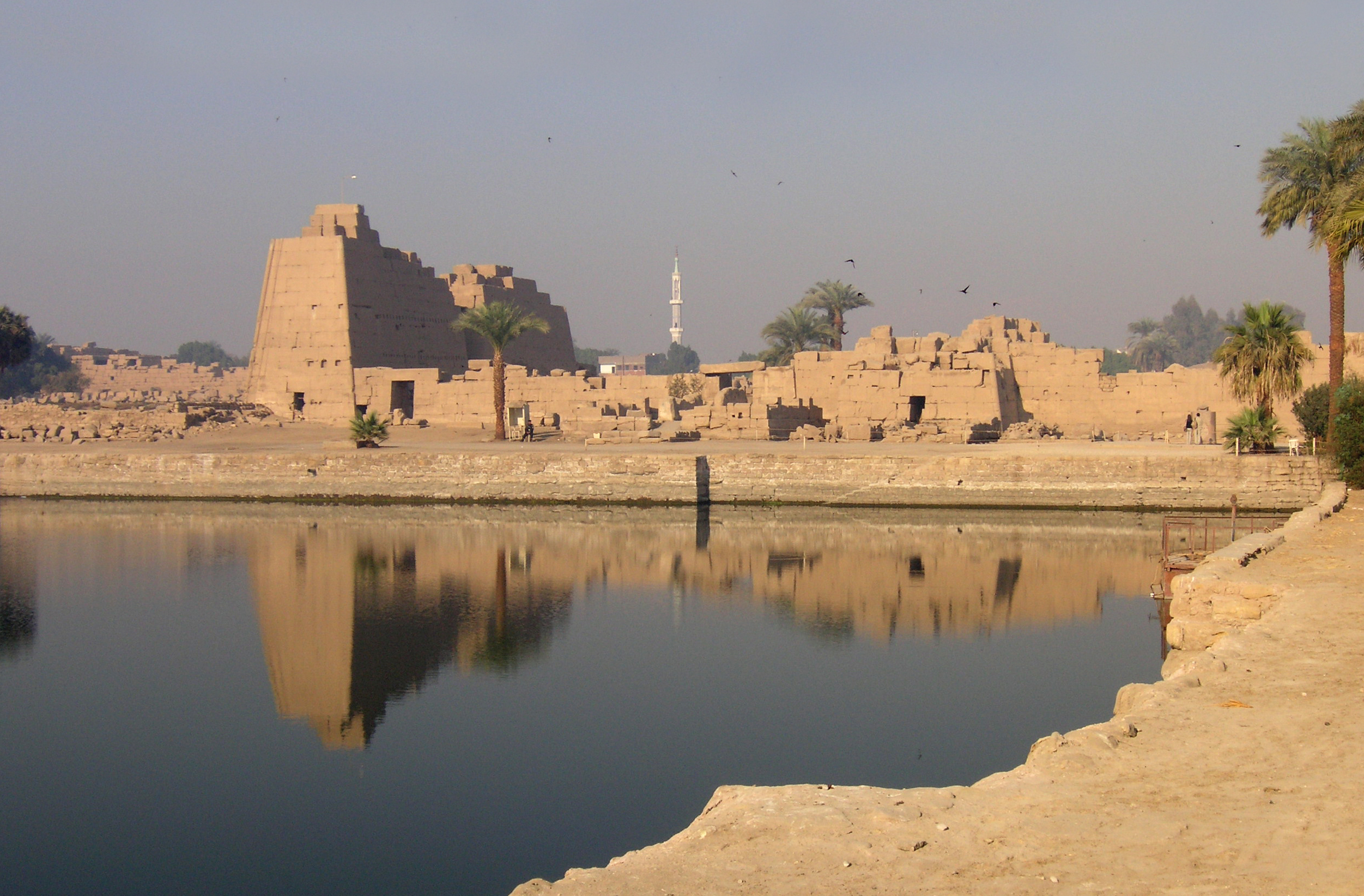
Один зі священних ставків